# Václav Karlík
Václav Karlík (28. září 1934, Moravský Písek - 6. října 2020) byl český hokejový útočník.

## Hokejová kariéra
V československé lize hrál za TJ Gottwaldov. Odehrál 2 ligové sezóny, nastoupil v 55 ligových utkáních, dal 4 góly a měl 6 asistencí.

## Klubové statistiky
| Sezona    | Klub          | Soutěž  | Základní část | Základní část | Základní část | Základní část | Základní část |
| Sezona    | Klub          | Soutěž  | Z             | G             | A             | B             | TM            |
| --------- | ------------- | ------- | ------------- | ------------- | ------------- | ------------- | ------------- |
| 1959/1960 | TJ Gottwaldov | 2. liga | -             | -             | -             | -             |               |
| 1960/1961 | TJ Gottwaldov | 1. liga | 31            | 4             | 4             | 18            |               |
| 1961/1962 | TJ Gottwaldov | 2. liga | -             | -             | -             | -             |               |
| 1962/1963 | TJ Gottwaldov | 2. liga | -             | -             | -             | -             |               |
| 1963/1964 | TJ Gottwaldov | 1. liga | 24            | 0             | 2             | 12            |               |